# Protomiltogramma
Protomiltogramma is een vliegengeslacht uit de familie van de dambordvliegen (Sarcophagidae).

## Soorten
- P. fasciata (Meigen, 1824)